# ADAM (боєприпас)

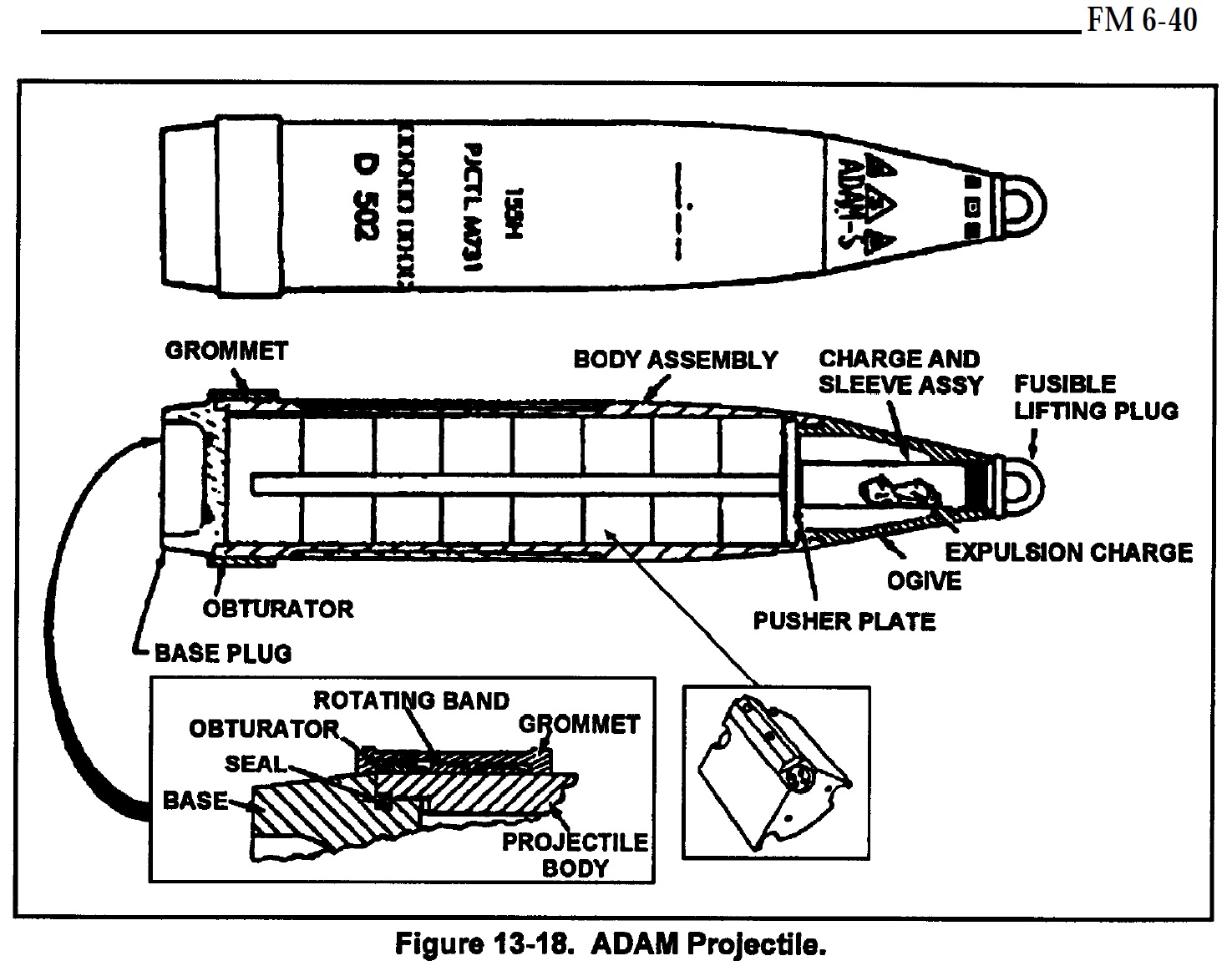
155-мм снаряд M731 в розрізі та міна M72 крупним планом (інструція FM 6-40)

Area denial artillery munition (ADAM) - артилерійські боєприпаси із загороджувальною дією - сімейство американських наземних мін і артилерійських снарядів калібру 155 мм.
Снаряди M692 або M731 снаряджені протипіхотними мінами тривалої дії M67 та протипіхотними мінами короткої дії M72 відповідно. Під тривалістю мається на увазі час самоліквідації, який встановлюється під час виробництва - 4 або 48 годин.
Снаряд ADAM розкидує міни на відстань до 600 метрів від точки прицілювання. Після приземлення міна запускає сім розтяжок перед тим, як стати на взведення. Будь-яке порушення розтяжок призведе до спрацювання міни. Міна детонує лише за допомогою електричного струму; якщо заряд її батареї падає нижче встановленого рівня, міна самоліквідується. Навіть якщо міна не самоліквідується, батарея повністю розрядиться через 14 днів, що зробить її неактивною.
Міни містять сферичну боєголовку в порожнині разом з 51 г рідкого ракетного палива M10. Порожнина дозволяє рідкому паливу осідати під дією сили тяжіння у правильному положенні під боєголовкою, завдяки чому вона запускається вгору незалежно від орієнтації міни. Після активації сферична боєголовка запускається на висоту 1-2 м, де вона детонує, утворюючи приблизно 600 уламків, що розлітаються зі швидкістю 900 м/с.
Президент США Джо Байден схвалив поставки протипіхотних мін Збройним силам України у листопаді 2024. США вже постачали протипіхотні міни M18А1 Claymore, тому фактично йде мова про систему дистанційного мінування ADAM.

## Технічні характеристики

### М67/М72 міна
- Час самоліквідації: 
  - M67: 48 годин
  - M72: 4 години
- Висота: 82,5 мм
- Ширина: 57 мм
- Вага: 540 г
- Вибухівка: 21,9 г складу А5 (RDX/віск)

### М692/М731 155-мм снаряд
- Вага (з підривником): 46,7 кг
- Калібр: 155 мм
- Довжина: 899 мм
- Вміст:
  - M692: 36 мін M67 (з великою затримкою)
  - M731: 36 мін M72 (з короткою затримкою)